# PlayStation VR
PlayStation VR, anteriormente conocido bajo el nombre clave Project Morpheus durante su desarrollo, es un visor de realidad virtual desarrollado por Sony Interactive Entertainment y manufacturado por Sony, programado para salir a la venta el 13 de octubre de 2016.
Está diseñado para ser funcional con la plataforma hogareña PlayStation 4. En ciertos videojuegos y demos para este sistema VR, el jugador que lleve puesto el visor actúa separadamente de otros jugadores sin el visor. El sistema PlayStation VR puede dar salida a una imagen para el visor PlayStation VR y un televisor al mismo tiempo, con la televisión ya sea reflejando la imagen que aparece en el visor, o mostrando una imagen separada para el juego competitivo o cooperativo. PlayStation VR funciona tanto con el controlador estándar DualShock 4 o los controles PlayStation Move.
PlayStation VR tiene un panel OLED de 5,7 pulgadas, con una resolución de matriz de subpíxeles RGB de 1080p, o 960 × 1080 × RGB por cada ojo. El visor también tiene una caja de procesador que permite la salida de vídeo de la Pantalla Social a la televisión, así como procesar los efectos de sonido 3D, y utiliza un conector para auriculares de 3,5 mm. También cuenta con 9 LEDs de posición en su superficie para PlayStation Camera con el fin de rastrear el movimiento 360 grados de cabeza, y se conecta a la plataforma PlayStation 4 mediante HDMI y USB.

## Historia
El interés de Sony en la tecnología para la cabeza se remonta a los años 90. Su primera unidad comercial, Glasstron, se lanzó en 1997. Una aplicación de esta tecnología fue el juego MechWarrior 2, que permitía a los usuarios de Glasstron o Virtual I/O's iGlasses adoptar una perspectiva visual desde dentro de la cabina de la nave.
A comienzos de 2014, el ingeniero de investigación y desarrollo de Sony Computer Entertainment, Anton Mikhailov, dijo que su equipo había estado trabajando en el Project Morpheus por más de tres años. Según Mikhailov, PlayStation Move, lanzado en junio de 2009, fue diseñado sin tener en cuenta la futura tecnología que se desarrollaría para el sistema de PlayStation VR. “Lo construimos y detallamos para ser un controlador VR, incluso como si el sistema VR no fuese un producto. Como ingenieros, simplemente dijimos que hicimos lo que había que hacer… En esos tiempos, no teníamos un proyecto a nivel comercial en el que pudiésemos trabajar, pero fue diseñado definitivamente con esa idea en mente". Shuhei Yoshida, el presidente de Sony Computer Entertainment Worldwide Studio también comenta que el proyecto comenzó como una actividad de base entre ingenieros y programadores, que acabó centrándose en 2010, una vez que PlayStation Move se lanzó al mercado.
Project Morpheus se anunció por primera vez en el año 2014 en la Game Developers Conference. El presidente de Sony Computer Entertainment Worldwide Studio, Shuhei Yoshida, introdujo el dispositivo el 18 de marzo de 2014 y comentó que el Project Morpheus es “la próxima innovación de PlayStation que dará forma al futuro de los videojuegos”.
El 15 de septiembre de 2015 se anunció que Project Morpheus había sido bautizado como PlayStation VR.
El 8 de octubre de 2015 Sony compró por una cantidad desconocida, SoftKinetic, una start-up de tecnología centrada en reconocimiento de gestos a diferentes niveles de profundidad, entre otros campos.
El 2 de noviembre de 2015 Sony confirmó que todavía esperaban que la fecha de lanzamiento se produjese en la primera mitad de 2016. Mientras tanto, no han anunciado el precio de venta, podemos aventurar que tendrá un precio parecido al de una consola. En contraste, Sony anunció el precio del lanzamiento de PS4 VR (399 €), la fecha oficial de su salida al mercado en múltiples regiones con tres meses de antelación.

## Hardware
El prototipo revelado en GDC'15 incluye un OLED de 1920 × 1080 píxeles (que proporciona 960 × 1080 píxeles de resolución por cada ojo) con una matriz de subpíxeles RGB, y es capaz de mostrar contenido a 120fps. Cuenta con un campo de visión de 100 °, 6DOF para seguimiento de la cabeza, 3D estereoscópico, y salida de video sin deformar a un televisor, ya sea para que otros vean lo que ve el usuario con el caso, o una pantalla separada para competir contra el usuario con el visor utilizando un controlador Dualshock4 estándar.
En septiembre de 2015 se reveló que el visor tendría tres modos de renderizado para desarrolladores a elegir entre: nativa de 90 Hz, nativa de 120 Hz, y un modo en el modo de juego funcionando a 60 Hz se mostraría a 120 Hz utilizando una técnica de interpolación de movimiento llamado reproyección asíncrona. La interpolación se lograría con pocos recursos del sistema y una pequeña latencia de menos de 18 milisegundos. La técnica también se utiliza en el modo nativo 120 Hz para garantizar la tasa de fotogramas consistente. De acuerdo con un representante de Sony, la compañía espera que el modo de 120 Hz interpolado sea una opción popular para videojuegos.
En octubre de 2017, se lanzó una revisión del hardware original (concretamente el modelo CUH-ZVR2) con ciertas mejoras estéticas. En particular, lo que diferencia este modelo con el anterior es que integra los cables de los auriculares en el casco, que junto con un cable de conexión más pequeño, hace que su uso sea mucho más cómodo.

## Playstation VR Aim Controller
El nuevo mando pistola de realidad virtual para PlayStation 4 es llamado Aim Controller (Controlador de objetivos), Su fecha de lanzamiento se realizó para el año 2017, este mando se caracteriza para juegos de disparos en primera persona o más conocido como "Shooters" su tecnología de seguimiento funciona con la PlayStation Camera y responde con movimiento a la vibración al igual que el mando DualShock, está diseñado únicamente para PlayStation VR.

## Características

### Jugabilidad cooperativa
PlayStation VR puede renderizar dos pantallas diferentes simultáneamente: una para el sistema y otra completamente diferente para la televisión. El objetivo, indican desde Sony, es evitar que VR se convierta en una plataforma de experiencias en solitario.
"Japan Studio ha creado un nuevo demo llamado Monster Escape. Se trata de un juego para cinco jugadores, uno contra cuatro. Uno es la persona que lleva Morpheus [PlayStation VR]. Y si tu estas en Morpheus, te conviertes en el "Monstruo". Mientras las otras cuatro personas manejan los mandos DualShock, viendo la TV y jugando en el videojuego como si fuese un videojuego normal, luchando contra el monstruo. ...Y en realidad, los desarrolladores de tercera estaban adelantados a nosotros en términos de crear el juego llamado Keep Talking and Nobody Explodes. ...Una persona lleva puesto Morpheus y esa persona mira hacia una bomba, que es como una bomba de tiempo. Para estabilizarla, el otro jugador (a través de la televisión) que está jugando sin usar Morpheus, tiene un manual de instrucciones. Ese jugador tiene que decirle a la persona que tiene puesto Morpehus como hacer el trabajo. Pero ese persona no ve lo que la persona que usa Morpheus está viendo. Así que se tienen que comunicar... Entonces eso es una experiencia social".

### Modo cinemático
Todos los videojuegos estándar de PlayStation 4 se pueden reproducir en un "modo cinemático" que simula una pantalla de cinco metros en un espacio virtual, según Sony ha declarado. Los usuarios también pueden ver las fotografías y vídeos de 360 grados, que sean capturados por medio de dispositivos tales como cámaras omnidireccionales, a través del reproductor de multimedias. Otras características, como Share Play and Live de PlayStation, también serán compatibles dentro del visor.

## Experiencias
Las siguientes experiencias son un gran exponente de la aplicación de las PlayStation VR en el sector educativo:
- Virry VR: Feel the Wild
- The Virtual Orchestra
- David Attenborough’s First Life VR

## Demos
Los siguientes videojuegos se han utilizado para promocionar PlayStation VR, aunque algunos de ellos no están todavía confirmados que vayan a salir a la venta:
- The Castle (SCEA R&D)
- Cyber Danganronpa VR (Spike Chunsoft)
- The Deep (SCE London Studio)
- Driveclub VR (Evolution Studios)
- Hatsune Miku (Sega)
- Jurassic Encounter (Supermassive Games)
- Kitchen (Capcom)
- Magic Controller (SCE Japan Studio)
- Street Luge (SCE London Studio)
- Summer Lesson (Katsuhiro Harada)
- Thief (Eidos Montréal)
- The Idolmaster One For All (Bandai Namco Games)

## Juegos
Estos son los videojuegos que son jugables para la PlayStation VR:
- 100ft Robot Golf (No Globin)
- Battlezone (Rebellion zombi)
- Batman Arkham VR (Warner Bros. Interactive Entertainment)
- Bound (Plastic)
- Coolpaintr VR (Sngular)
- Driveclub VR (Evolution Studio)
- EVE: Valkyrie (CCP Games)
- Harmonix Music VR (Harmonix Music Systems)
- Hatsune Miku: Project DIVA X (SEGA)
- Headmaster (Frame Interactive)
- Here They Lie (Tangentlemen)
- Hustle Kings VR (EPOS Game Studios)
- Job Simulator (Owlchemy Labs)
- Keep Talking and Nobody Explodes (Steel Crate Games)
- Loading Human (Maximum Games)
- Sports Bar VR (Cherry Pop Games)
- Super Stardust VR (D3T)
- PlayStation VR Worlds (London Studio)
- Rez Infinite (Enhance Games)
- RIGS Mechanized Combat League (Guerrilla Cambridge)
- Korix (StellarVR)
- Superhypercube (Kokoromi)
- The Assembly (nDreams)
- The Playroom VR (Japan Studio)
- Thumper (Drool)
- Tumble VR (Supermassive Games)
- Until Dawn: Rush of Blood (Supermassive Games)
- Volume: Coda (Brithell Games)
- Wayward Sky (Uber Entertainment)
- World War Toons (Reload Studios)
- Waddle Home (Archiact Interactive)
- Resident Evil 7: Biohazard (Capcom)
- EVE: Gunjack (CCP Games)
- Carnival Games (2K Games)
- Moto Racer 4 (Anuman Interactive)
- Eagle Flight (Ubisoft)
- Star Trek: Bridge Crew (Ubisoft)
- Werewolves Within (Ubisoft)
- Ace Banana (Oasis Games)
- Star Wars Battlefront Rogue One: X-wing VR Mission (Electronic Arts)
- Fated: The Silent Oath (Frima Studio)
- HoloBall (TreeFortress Games)
- Pixel Ripped 1989 (Pixel Ripped Inc)
- Proton Pulse (ZeroTransform Inc.)
- Psychonauts in the Rhombus of Ruin (Double Fine Productions)
- Robinson: The Journey (Crytek GmbH)
- Time Machine VR (Minority Media)
- Space Rift (bitComposer)
- Trackmania VR (Ubisoft)
- How We Soar (Penny Black Studios)
- Radial G (Tammeka Ltd)
- Tethered (Secret Sorcery Ltd)
- Windlands (Psytec Games)
- Viva Ex Vivo (Truant Pixel)
- Pixel Gear (Oasis Games)
- The Brookhaven Experiment (Phosphor Games)
- Weeping Doll (Oasis Games)
- Golem (Highwire Games)
- GNOG (KO_OP)
- Statik (Tarsier Studios)
- XING: The Land Beyond (White Lotus Interactive)
- Megaton Rainfall (Pentadimensional)
- Honor and Duty: D-Day (Strange Games Studios)

## Mercadotecnia
PlayStation VR se demostró por primera vez en The Tonight Show Starring Jimmy Fallon, jugando a The Castle y como concepto durante el evento E3 2014. Sony ha anunciado nuevos detalles respecto a Project Morpheus en el evento Game Developers Conference, en línea con el calendario oficial que aparece en su página web y las especificaciones anunciadas.